# Ondřej Synek

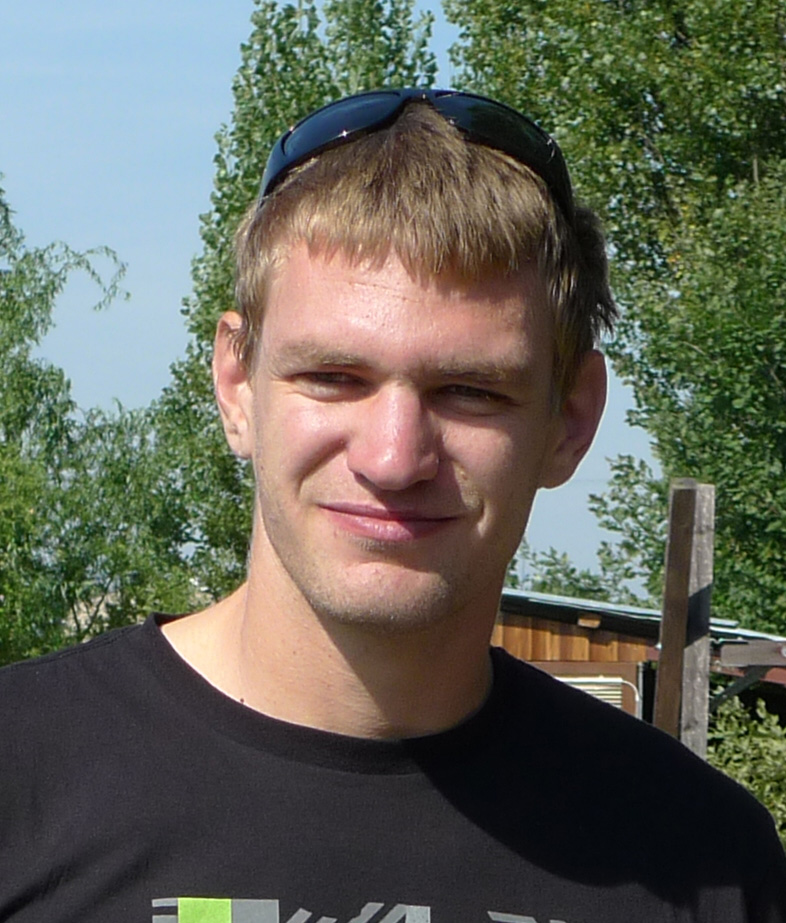
Ondřej Synek

Ondřej Synek (* 13. Oktober 1982 in Brandýs nad Labem-Stará Boleslav) ist ein ehemaliger tschechischer Ruderer und der erste Weltmeister des Landes im Einer.
Synek gewann seine erste internationale Medaille zusammen mit Milan Doleček im Doppelzweier bei den Weltmeisterschaften 2003. Nach dem fünften Platz bei den Olympischen Spielen 2004 wechselte Synek in den Einer. Nach zwei dritten Plätzen bei den Weltmeisterschaften 2005 und 2006 folgte der zweite Platz bei den Weltmeisterschaften 2007 hinter Mahé Drysdale und den Olympischen Spielen 2008 hinter Olaf Tufte. Sein erster großer Sieg im Skiff gelang Synek bei den Ruder-Weltmeisterschaften 2010 auf dem Lake Karapiro in Neuseeland in der Heimat von Drysdale. Bei den Weltmeisterschaften 2011 und den Olympischen Spielen 2012 siegte jeweils Drysdale vor Synek. In den Jahren 2013 und 2014 gewann Synek sowohl den Europameistertitel und den Weltmeistertitel. Bei den Europameisterschaften 2015 unterlag er dem Kroaten Damir Martin, bei den Weltmeisterschaften 2015 gewann er seinen dritten Titel in Folge. Im Jahr darauf erhielt er bei den Europameisterschaften und bei den Olympischen Spielen jeweils die Bronzemedaille. 2017 triumphierte Synek erneut zum jeweils fünften Mal bei Europa- und Weltmeisterschaften im Einer. Im September 2021 gab er sein Karriereende bekannt.
Er arbeitet auch als Trainer beim Radsportteam ASC Dukla Praha. Das Rudern begann er 1995 im Ruderclub KV Kondor Brandys nad Labem. Synek ist von Beruf Goldschmied.

## Erfolge
- 2001 Weltmeisterschaften, Luzern, Schweiz, Doppelzweier, 11. Platz
- 2002 Weltmeisterschaften, Sevilla, Spanien, Doppelzweier, 5. Platz
- 2003 Weltmeisterschaften, Mailand, Italien, Doppelzweier, 3. Platz
- 2004 Olympische Spiele, Athen, Griechenland, Doppelzweier, 5. Platz
- 2004 Tschechische Meisterschaften, Račice, Doppelzweier, Meister
- 2005 Weltmeisterschaften, Gifu, Japan, Skiff, 3. Platz
- 2006 Weltmeisterschaften, Eton, Großbritannien, Skiff, 3. Platz
- 2007 Weltmeisterschaften, München, Deutschland, Skiff, 2. Platz
- 2008 Olympische Spiele, Peking, China, Skiff, 2. Platz
- 2009 Weltmeisterschaften, Posen, Polen, Skiff, 3. Platz
- 2010 Weltmeisterschaften, Lake Karapiro, Neuseeland, Skiff, Weltmeister
- 2010 Europameisterschaften, Lago di Varese, Italien, Skiff, Europameister
- 2011 Weltmeisterschaften, Bled, Slowenien, Skiff, 2. Platz
- 2012 Olympische Spiele, London, Vereinigtes Königreich, Skiff, 2. Platz
- 2013 Europameisterschaften, Sevilla, Spanien, Skiff, Europameister
- 2013 Weltmeisterschaften, Chungju, Südkorea, Skiff, Weltmeister
- 2014 Europameisterschaften, Belgrad, Serbien, Skiff, Europameister
- 2014 Weltmeisterschaften, Amsterdam, Niederlande, Skiff, Weltmeister
- 2015 Europameisterschaften, Posen, Polen, Skiff, 2. Platz
- 2015 Weltmeisterschaften, Lac d’Aiguebelette, Frankreich, Skiff, Weltmeister
- 2016 Europameisterschaften, Brandenburg an der Havel, Deutschland, Skiff, 3. Platz
- 2016 Olympische Spiele, Rio de Janeiro, Brasilien, Skiff, 3. Platz
- 2017 Europameisterschaften, Račice u Štětí, Tschechien, Skiff, Europameister
- 2017 Weltmeisterschaften, Sarasota, Vereinigte Staaten, Skiff, Weltmeister
- 2018 Weltmeisterschaften, Plowdiw, Bulgarien, Skiff, 2. Platz